# Plumularia strobilophora
Plumularia strobilophora är en nässeldjursart som beskrevs av Chantal Billard 1911. Plumularia strobilophora ingår i släktet Plumularia och familjen Plumulariidae. Inga underarter finns listade i Catalogue of Life.